# Nati nel 2002/Febbraio
| Questa pagina contiene informazioni ricavate automaticamente dalle voci biografiche con l'ausilio del template Bio e di un bot. L'aggiornamento è periodico e automatico e ricostruisce completamente la pagina. Se manca una persona in questa lista, sei pregato di non aggiungerla, ma accertati piuttosto che la sua voce biografica contenga il template Bio e che i dati anagrafici siano correttamente compilati. Se il template Bio manca, inseriscilo tu stesso o, in alternativa, metti l'avviso {{tmp\|Bio}} che ne segnala la mancanza. Se i dati riportati sono sbagliati, correggi direttamente la voce biografica; le modifiche saranno visibili in questa lista entro pochi giorni. Per chiarimenti vedi il progetto biografie. La lista contiene solo le 250 persone che sono citate nell'enciclopedia e per le quali è stato implementato correttamente il template Bio. Pagina aggiornata al 18 ago 2025. |

- 1º febbraio - Kiran Amegadjie, giocatore di football americano statunitense
- 1º febbraio - Brian Brobbey, calciatore olandese
- 1º febbraio - Samantha Catantan, schermitrice filippina
- 1º febbraio - Marta Fjedina, nuotatrice artistica ucraina
- 1º febbraio - Joan González, ex calciatore spagnolo
- 1º febbraio - Luisa Klapprott, sciatrice freestyle e ex sciatrice alpina tedesca
- 1º febbraio - Rufino Lucero, calciatore argentino
- 1º febbraio - Saba Sazonov, calciatore russo
- 1º febbraio - Connor Smith, calciatore scozzese
- 1º febbraio - Noel Törnqvist, calciatore svedese
- 1º febbraio - Jennifer Yu, scacchista statunitense
- 2 febbraio - Christian Dalle Mura, calciatore italiano
- 2 febbraio - Anton Harrison, giocatore di football americano statunitense
- 2 febbraio - Dion Lopy, calciatore senegalese
- 2 febbraio - Steve Mvoué, calciatore camerunese
- 2 febbraio - Mohammed Nur, ex calciatore nigeriano
- 2 febbraio - Stefan Rettenegger, combinatista nordico austriaco
- 2 febbraio - Syb van Ottele, calciatore olandese
- 3 febbraio - Jeyson Chura, calciatore boliviano
- 3 febbraio - Radu Drăgușin, calciatore rumeno
- 3 febbraio - Estêvão, calciatore brasiliano
- 3 febbraio - Denys Nahnojnyj, calciatore ucraino
- 3 febbraio - Nito Gomes, calciatore guineense
- 4 febbraio - Ben Barclay, sciatore freestyle neozelandese
- 4 febbraio - Ľubomír Belko, calciatore slovacco
- 4 febbraio - José Caldera, calciatore colombiano
- 4 febbraio - Juan Manuel Gutiérrez Freire, calciatore uruguaiano
- 4 febbraio - Harold Mayot, tennista francese
- 4 febbraio - Troy Parrott, calciatore irlandese
- 4 febbraio - Houssine Rahimi, calciatore marocchino
- 4 febbraio - Jarne Steuckers, calciatore belga
- 4 febbraio - Graham Verchere, attore canadese
- 4 febbraio - Emiel Verstrynge, ciclocrossista e ciclista su strada belga
- 4 febbraio - Erencan Yardımcı, calciatore turco
- 5 febbraio - Yvan Alounga, calciatore camerunese
- 5 febbraio - Shirin van Anrooij, ciclista su strada e ciclocrossista olandese
- 5 febbraio - Davis Cleveland, attore, rapper e cantante statunitense
- 5 febbraio - Katrijn De Clercq, pistard e ciclista su strada belga
- 5 febbraio - Habib Keïta, calciatore maliano
- 5 febbraio - Tim Lemperle, calciatore tedesco
- 5 febbraio - Sophie Mathiou, sciatrice alpina italiana
- 5 febbraio - An Se-young, giocatrice di badminton sudcoreana
- 5 febbraio - Cam Skattebo, giocatore di football americano statunitense
- 5 febbraio - Ackelia Smith, lunghista e triplista giamaicana
- 5 febbraio - Ignacio Suárez, calciatore uruguaiano
- 5 febbraio - Valentín Sánchez, calciatore argentino
- 5 febbraio - Moses Usor, calciatore nigeriano
- 6 febbraio - Rachid Muratake, ostacolista giapponese
- 6 febbraio - Husayin Norchayev, calciatore uzbeko
- 6 febbraio - Alessandro Pio Riccio, calciatore italiano
- 6 febbraio - Ricky White, giocatore di football americano statunitense
- 6 febbraio - Adriano Cavalcante, pallavolista brasiliano
- 7 febbraio - Ai Yanhan, nuotatrice cinese
- 7 febbraio - Tim Breithaupt, calciatore tedesco
- 7 febbraio - Nicolás Ferreira, calciatore uruguaiano
- 7 febbraio - Helen Hoffmann, fondista tedesca
- 7 febbraio - Patrik Leitner, calciatore slovacco
- 7 febbraio - Sofija Lyskun, tuffatrice ucraina
- 7 febbraio - Romano Postema, calciatore olandese
- 7 febbraio - Genaro Rossi, calciatore argentino
- 7 febbraio - Shedeur Sanders, giocatore di football americano statunitense
- 8 febbraio - B.Baby, rapper svedese
- 8 febbraio - Haissem Hassan, calciatore francese
- 8 febbraio - Mohammad Nokhodi, lottatore iraniano
- 8 febbraio - Jaden Philogene, calciatore inglese
- 8 febbraio - Viktória Reichová, nuotatrice artistica slovacca
- 8 febbraio - Rômulo José Cardoso da Cruz, calciatore brasiliano
- 8 febbraio - Ludovico Viberti, nuotatore italiano
- 9 febbraio - Lucien Agoumé, calciatore francese
- 9 febbraio - Mehmet-Can Aydın, calciatore tedesco
- 9 febbraio - Paolo Conte Bonin, nuotatore italiano
- 9 febbraio - Alex Creț, judoka rumeno
- 9 febbraio - Juan Manuel Cuesta, calciatore colombiano
- 9 febbraio - Maximilian Dietz, calciatore statunitense
- 9 febbraio - Jalen Green, cestista statunitense
- 9 febbraio - Stella Johansson, sciatrice alpina statunitense
- 9 febbraio - Michalīs Kosidīs, calciatore greco
- 9 febbraio - Simion Michez, calciatore camerunese
- 9 febbraio - Regan Smith, nuotatrice statunitense
- 9 febbraio - Quentin Sodogas, snowboarder francese
- 10 febbraio - Caterina Gilli, cestista italiana
- 10 febbraio - Hiroaki Kunitake, snowboarder giapponese
- 10 febbraio - Lasse Nordås, calciatore norvegese
- 10 febbraio - Aminata Sangaré, cestista maliana
- 10 febbraio - Hugo Oliveira, calciatore portoghese
- 11 febbraio - Matías Galarza, calciatore paraguaiano
- 11 febbraio - Anis Hadj Moussa, calciatore algerino
- 11 febbraio - Liam Lawson, pilota automobilistico neozelandese
- 11 febbraio - Gustavo Marins, calciatore brasiliano
- 11 febbraio - Ryūji Miura, ostacolista giapponese
- 11 febbraio - Nika Murovec, sciatrice alpina slovena
- 11 febbraio - Alexis Piegas, calciatore uruguaiano
- 12 febbraio - Matteo Cancellieri, calciatore italiano
- 12 febbraio - Márton Dárdai, calciatore ungherese
- 12 febbraio - Sander Eitrem, pattinatore di velocità su ghiaccio norvegese
- 12 febbraio - Dany Florentine, calciatore francese
- 12 febbraio - Mohamed Ihattaren, calciatore olandese
- 12 febbraio - Esteban Matus, calciatore cileno
- 12 febbraio - Julie Michaux, pistard francese
- 12 febbraio - Annika Morgan, snowboarder tedesca
- 12 febbraio - Alex Portal, nuotatore francese
- 12 febbraio - Adama Sanogo, cestista maliano
- 12 febbraio - Daniel Svensson, calciatore svedese
- 13 febbraio - Jaden Ivey, cestista statunitense
- 13 febbraio - Sophia Lillis, attrice statunitense
- 13 febbraio - João Marques, calciatore portoghese
- 13 febbraio - Santiago Mouriño, calciatore uruguaiano
- 13 febbraio - Daishen Nix, cestista statunitense
- 14 febbraio - Viktor Aleksandrov, calciatore russo
- 14 febbraio - Yassin Belkhdim, calciatore marocchino
- 14 febbraio - Luciano Darderi, tennista italiano
- 14 febbraio - Vladislav Jakovlev, calciatore russo
- 14 febbraio - Guilherme Lopes de Almeida, calciatore brasiliano
- 14 febbraio - Caroline Marks, surfista statunitense
- 14 febbraio - Paulo Eduardo, calciatore brasiliano
- 14 febbraio - Juan Sforza, calciatore argentino
- 14 febbraio - Jaxon Smith-Njigba, giocatore di football americano statunitense
- 14 febbraio - Bhayshul Tuten, giocatore di football americano statunitense
- 14 febbraio - Nick Woltemade, calciatore tedesco
- 15 febbraio - Adriano Amorim, calciatore brasiliano
- 15 febbraio - Biwali Bayles, cestista australiano
- 15 febbraio - Lennert Belmans, ciclocrossista belga
- 15 febbraio - Sasha Grant, cestista italiano
- 15 febbraio - Adam Hofstedt, sciatore alpino svedese
- 15 febbraio - Josef Koželuh, calciatore ceco
- 15 febbraio - Luca Kronberger, calciatore austriaco
- 15 febbraio - Bassirou N'Diaye, calciatore senegalese
- 15 febbraio - Henrique Pereira, calciatore portoghese
- 15 febbraio - Eliot Matazo, calciatore belga
- 15 febbraio - Rodrigo Márquez, calciatore argentino
- 15 febbraio - Valentyn Rubčyns'kyj, calciatore ucraino
- 15 febbraio - Kamaldeen Sulemana, calciatore ghanese
- 15 febbraio - Ivica Vidović, calciatore croato
- 15 febbraio - Bernhard Zimmermann, calciatore austriaco
- 16 febbraio - Anna Caumo, hockeista su ghiaccio italiana
- 16 febbraio - Alessio Curci, calciatore lussemburghese
- 16 febbraio - Julián Eseiza, calciatore argentino
- 16 febbraio - Joel Chima Fujita, calciatore giapponese
- 16 febbraio - Clément Izquierdo, ciclista su strada francese
- 16 febbraio - Truls Möregårdh, tennistavolista svedese
- 16 febbraio - Fabian Rieder, calciatore svizzero
- 16 febbraio - Alessandro Sersanti, calciatore italiano
- 17 febbraio - Ali Abdilmana, mezzofondista etiope
- 17 febbraio - Andrija Katić, calciatore serbo
- 17 febbraio - Izarne Sarasola, calciatrice spagnola
- 17 febbraio - Kelly Sildaru, sciatrice freestyle estone
- 17 febbraio - Szabolcs Szalay, calciatore ungherese
- 18 febbraio - Javon Baker, giocatore di football americano statunitense
- 18 febbraio - Manu Bhaker, tiratrice a segno indiana
- 18 febbraio - Drissa Camara, calciatore ivoriano
- 18 febbraio - Joshua Eijgenraam, calciatore olandese
- 18 febbraio - Jana Fernández, calciatrice spagnola
- 18 febbraio - Antoine Hainaut, calciatore francese
- 18 febbraio - Ítalo, calciatore brasiliano
- 18 febbraio - Neraysho Kasanwirjo, calciatore olandese
- 18 febbraio - Patrick Mwaungulu, calciatore malawiano
- 18 febbraio - Brian Oddei, calciatore ghanese
- 18 febbraio - Axel Pérez, calciatore uruguaiano
- 18 febbraio - Perttu Reponen, combinatista nordico finlandese
- 18 febbraio - Anastasija Salos, ginnasta russa
- 18 febbraio - Gonzalo Tapia, calciatore cileno
- 18 febbraio - Mark Ėjdel'štejn, attore russo
- 18 febbraio - Natanas Žebrauskas, calciatore lituano
- 19 febbraio - Francisco Barrios, calciatore uruguaiano
- 19 febbraio - Tobias Bech, calciatore danese
- 19 febbraio - Aireontae Ersery, giocatore di football americano statunitense
- 19 febbraio - Luciano Ferreyra, calciatore argentino
- 19 febbraio - Nassim Innocenti, calciatore burkinabé
- 19 febbraio - Matthew King, nuotatore statunitense
- 19 febbraio - Jesús Orozco, calciatore messicano
- 19 febbraio - Marko Stamenic, calciatore neozelandese
- 19 febbraio - Felipe Florêncio da Silva, calciatore brasiliano
- 20 febbraio - Jassem Gaber, calciatore qatariota
- 20 febbraio - Gavin Bazunu, calciatore irlandese
- 20 febbraio - Thomas Bortoli, pallamanista italiano
- 20 febbraio - Yuriel Celi, calciatore peruviano
- 20 febbraio - Vigori Gbe, calciatore ivoriano
- 20 febbraio - Daniel González Orellana, calciatore cileno
- 20 febbraio - Gabriel Kobylak, calciatore polacco
- 20 febbraio - Sakura Motoki, lottatrice giapponese
- 20 febbraio - Lorenzo Pirola, calciatore italiano
- 20 febbraio - Yeo Seo-jeong, ginnasta sudcoreana
- 20 febbraio - Isaac TeSlaa, giocatore di football americano statunitense
- 20 febbraio - Boris Tišma, cestista croato
- 21 febbraio - Irak'li Azarovi, calciatore georgiano
- 21 febbraio - Péter Baráth, calciatore ungherese
- 21 febbraio - Isaiah Davis, giocatore di football americano statunitense
- 21 febbraio - Niv Eliasi, calciatore israeliano
- 21 febbraio - Ambre Esnault, nuotatrice artistica francese
- 21 febbraio - Marcus Gunnarsen, cantante e calciatore norvegese
- 21 febbraio - Martinus Gunnarsen, cantante e calciatore norvegese
- 21 febbraio - PJ Hall, cestista statunitense
- 21 febbraio - Jay Henderson, calciatore scozzese
- 21 febbraio - Jun Nishikawa, calciatore giapponese
- 21 febbraio - Hard Rico, rapper ceco
- 21 febbraio - Brandon Soppy, calciatore francese
- 21 febbraio - Luis Vogt, sciatore alpino tedesco
- 22 febbraio - Sacha Feinberg-Mngomezulu, rugbista a 15 sudafricano
- 22 febbraio - Gonzalo Flores, calciatore argentino
- 22 febbraio - Bode Hidalgo, calciatore statunitense
- 22 febbraio - Andreas Jungdal, calciatore danese
- 22 febbraio - Paul Koller, calciatore austriaco
- 22 febbraio - Emmanuel Matuta, calciatore belga
- 22 febbraio - Diego Núñez, calciatore uruguaiano
- 22 febbraio - Enleo, cantante ucraino
- 22 febbraio - David Pech, calciatore ceco
- 22 febbraio - Bruno Praxedes, calciatore brasiliano
- 22 febbraio - Ignacio Rodríguez, calciatore argentino
- 22 febbraio - Erik Shuranov, calciatore tedesco
- 23 febbraio - André Luiz Inácio da Silva, calciatore brasiliano
- 23 febbraio - Emilia Jones, attrice britannica
- 23 febbraio - Kyle Lee, nuotatore australiano
- 23 febbraio - Leonardo Marin, rugbista a 15 italiano
- 23 febbraio - Stanislav Šopov, calciatore bulgaro
- 24 febbraio - Rick Meissen, calciatore olandese
- 24 febbraio - Dirk Proper, calciatore olandese
- 24 febbraio - Lazar Samardžić, calciatore serbo
- 24 febbraio - Lucas Varaldo, calciatore argentino
- 25 febbraio - Maghnes Akliouche, calciatore francese
- 25 febbraio - Manuel Brondo, calciatore argentino
- 25 febbraio - Scarlett Finn, nuotatrice artistica canadese
- 25 febbraio - Yassine Kechta, calciatore marocchino
- 25 febbraio - Filip Stanković, calciatore serbo
- 26 febbraio - Mouzinho, calciatore est-timorese
- 26 febbraio - Rudy Demahis-Ballou, cestista francese
- 26 febbraio - Gerard Martín, calciatore spagnolo
- 26 febbraio - Enrico Piatti, schermidore italiano
- 26 febbraio - César Tárrega, calciatore spagnolo
- 26 febbraio - Kauli Vaast, surfista francese
- 26 febbraio - Maarten Vandevoordt, calciatore belga
- 27 febbraio - Lucas Calegari, calciatore brasiliano
- 27 febbraio - Johnny Davis, cestista statunitense
- 27 febbraio - Sarah Franklin, pallavolista statunitense
- 27 febbraio - Helena Gualinga, attivista ecuadoriana
- 27 febbraio - Svea Irving, sciatrice freestyle statunitense
- 27 febbraio - Moha K, rapper marocchino
- 27 febbraio - Brandon Miller, cestista statunitense
- 27 febbraio - Kiara Quieti, nuotatrice artistica canadese
- 27 febbraio - Ky Robinson, mezzofondista australiano
- 27 febbraio - Sofia Tomasoni, surfista italiana
- 27 febbraio - Martina Zanoli, calciatrice italiana
- 28 febbraio - Marla Fernanda Arellano, nuotatrice artistica messicana
- 28 febbraio - Adel Belkacem Bouzida, calciatore algerino
- 28 febbraio - Nigist Getachew, mezzofondista etiope
- 28 febbraio - Matías González, calciatore argentino
- 28 febbraio - Tre Harris, giocatore di football americano statunitense
- 28 febbraio - Blake Jones, cestista australiano
- 28 febbraio - Ivan Kuljak, ginnasta russo
- 28 febbraio - Marin Ljubičić, calciatore croato
- 28 febbraio - Dylan Nandín, calciatore uruguaiano